# Schefflera dissidens
Schefflera dissidens är en araliaväxtart som beskrevs av David Gamman Frodin. Schefflera dissidens ingår i släktet Schefflera och familjen araliaväxter. Inga underarter finns listade.